# Bunsoh
Bunsoh là một đô thị thuộc huyện Dithmarschen, trong bang Schleswig-Holstein, nước Đức. Đô thị Bunsoh có diện tích 11,7 km², dân số thời điểm 31 tháng 12 năm 2006 là 875 người.